# Hippocrates (Mondkrater)
Hippocrates ist ein Einschlagkrater auf der Mondrückseite.
Der Krater liegt zirka 20° vom Nordpol entfernt, nördlich des größeren Kraters Stebbins, der den Nordrand des riesigen Kraters Birkhoff überlagert. In östlicher Richtung findet sich Mezentsev, in westlicher Richtung Kirkwood, beide sind von ähnlicher Größe wie Hippocrates.
Der Kraterrand ist unregelmäßig und von späteren Einschlägen gezeichnet. Der innere Kraterboden ist eben und weist bis auf sehr kleine Einschläge keine Strukturen auf.

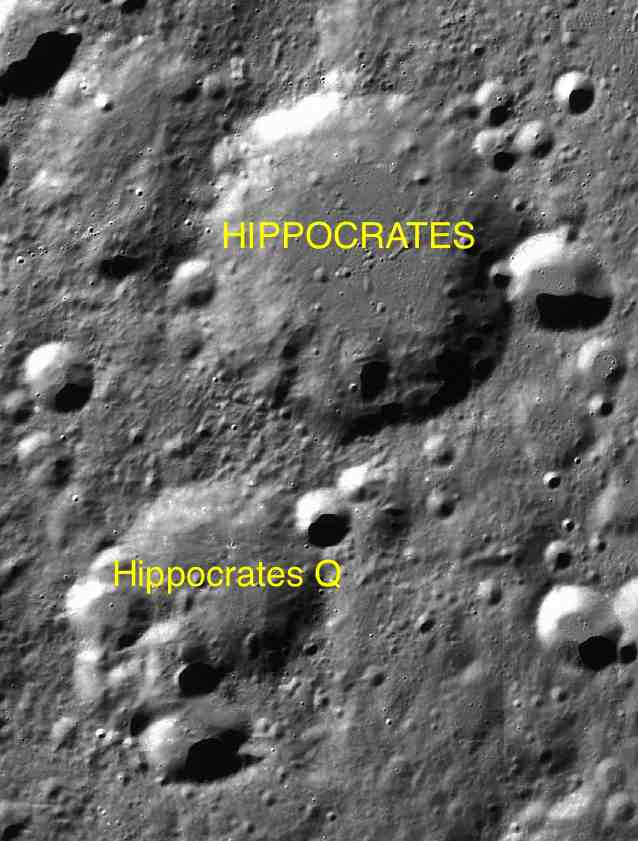
Hippocrates und sein Nebenkrater

Hippocrates hat einen mit Q bezeichneten Nebenkrater:
| Buchstabe | Position      | Durchmesser | Link |
| --------- | ------------- | ----------- | ---- |
| Q         | 68° N, 149° W | 3620 km     |      |

Der Krater wurde 1970 von der IAU offiziell nach dem griechischen Arzt Hippokrates von Kos benannt.